# Piaskolcokształtne
Piaskolcokształtne (Gonorynchiformes) – rząd ryb promieniopłetwych (Actinopterygii) o cechach pośrednich pomiędzy śledziokształtnymi a karpiokształtnymi. Obejmuje gatunki słonowodne oraz słodkowodne.

## Zasięg występowania
Gatunki morskie – Ocean Indyjski i południowo-zachodni Ocean Spokojny. Gatunki słodkowodne zasiedlają szybko płynące wody Afryki.

## Cechy charakterystyczne
Ciało wydłużone, cylindryczne lub wrzecionowate. Mały otwór gębowy, brak zębów szczękowych. Trzy kręgi przekształcone w aparat Webera. Większość nie przekracza kilkunastu centymetrów długości, Gonorynchus osiągają od 30–60 cm, a chanos około 1,7 m.
Do piaskolcokształtnych zaliczane są rodziny:
- Chanidae – chanosowate
- Gonorynchidae – piaskolcowate
- Kneriidae
- Phractolaemidae

## Znaczenie gospodarcze
Chanos jest poławiany i chowany gospodarczo w akwakulturach Dalekiego Wschodu. Pozostałe nie mają znaczenia gospodarczego.